# گویکو میتیچ
گویکو میتیچ (به انگلیسی: Gojko Mitić) (زاده ۱۳ ژوئن ۱۹۴۰) بازیگر صربستانی است.
از فیلم‌های معروف او می‌توان به بازی در در میان کرکسها اشاره کرد.